# Os anos (romance de Ernaux)
Os Anos ( em francês:  Les Années   ) é um romance autobiográfico de 2008 de Annie Ernaux .

## Sinopse
No livro, Ernaux escreve sobre si mesma na terceira pessoa ( elle, ou " ela" em inglês) pela primeira vez, fornecendo uma visão vívida da sociedade francesa logo após a Segunda Guerra Mundial até o início dos anos 2000. É a comovente história social de uma mulher e da sociedade em evolução, do mundo em que ela viveu. Com essa característica do livro, Edmund White o descreveu como uma "autobiografia coletiva", em sua crítica para o The New York Times .

## Recepção
The Years foi muito bem recebido pela crítica francesa e é considerado por muitos como a magnum opus de Ernaux.
Ganhou o Prêmio Françoise-Mauriac de 2008 da Académie Française, o Prêmio Marguerite Duras de 2008, o Prêmio de Língua Francesa de 2008, o Prêmio dos Leitores do Télégramme de 2009 e o Prêmio Strega Europeo de 2016. Traduzido por Alison L. Strayer, The Years foi finalista do 31º Prêmio Anual de Tradução da Fundação Franco-Americana .
A tradução para o inglês de Alison L. Strayer foi selecionada para o International Booker Prize em 2019.